# Vražné
Vražné est une commune du district de Nový Jičín, dans la région de Moravie-Silésie, en République tchèque. Sa population s'élevait à 853 habitants en 2021.

## Géographie
Vražné se trouve à 12 km à l'ouest-nord-ouest de Nový Jičín et à 252 km à l'est-sud-est de Prague.
La commune est limitée par Odry au nord-ouest, par Mankovice au nord-est, par Jeseník nad Odrou au sud-est et au sud, et par Bělotín au sud-ouest.

## Histoire
La première mention écrite de la localité date de 1282.

## Administration
La commune se compose de trois quartiers :
- Vražné
- Emauzy
- Hynčice (en allemand : Heinzendorf)

## Transports
Par la route, Vražné se trouve à 6 km d'Odry, à 14 km de Nový Jičín, à 45 km d'Ostrava et à 316 km de Prague.

## Galerie

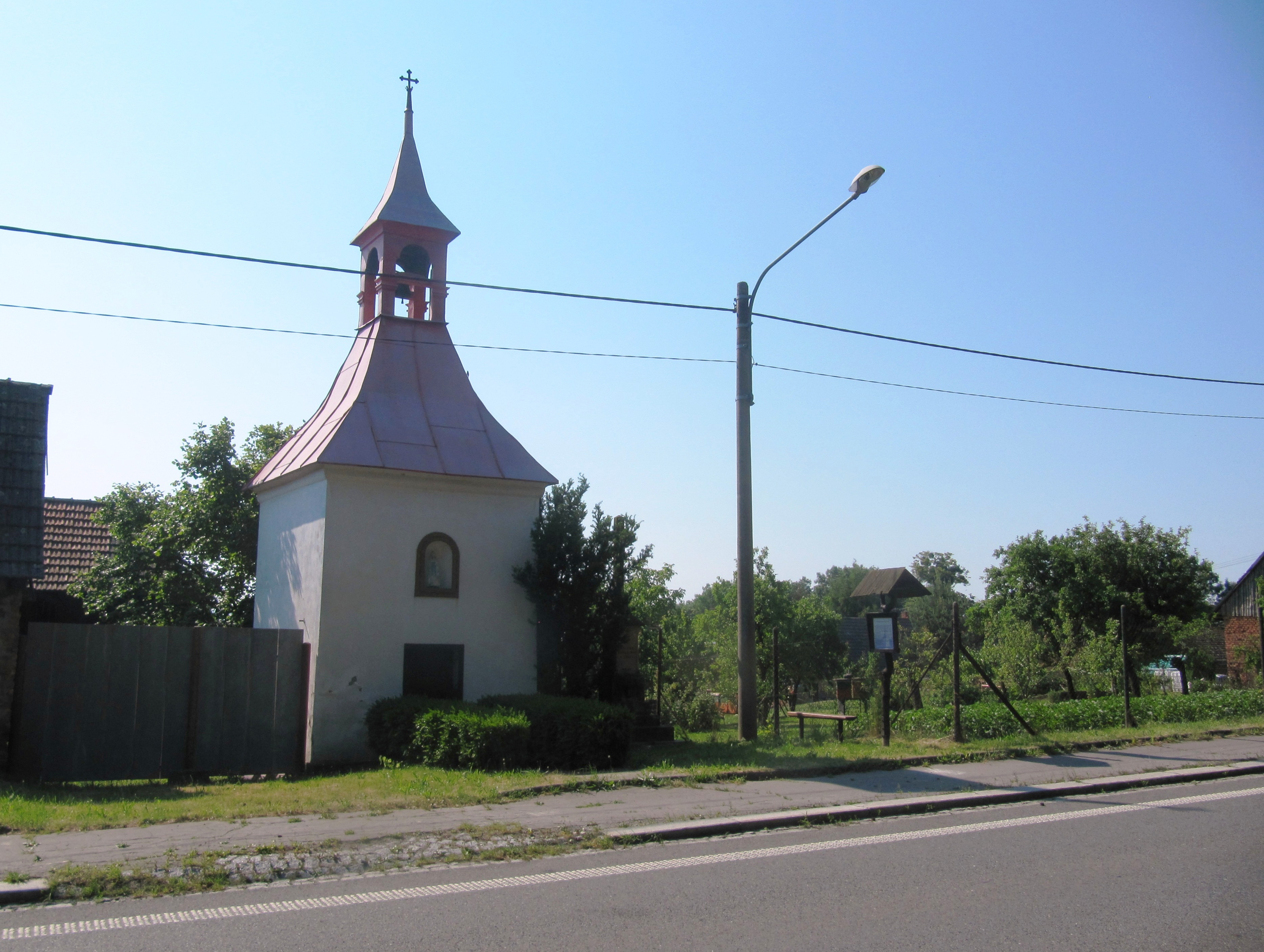
Chapelle Saint-Florian à Emauzy.
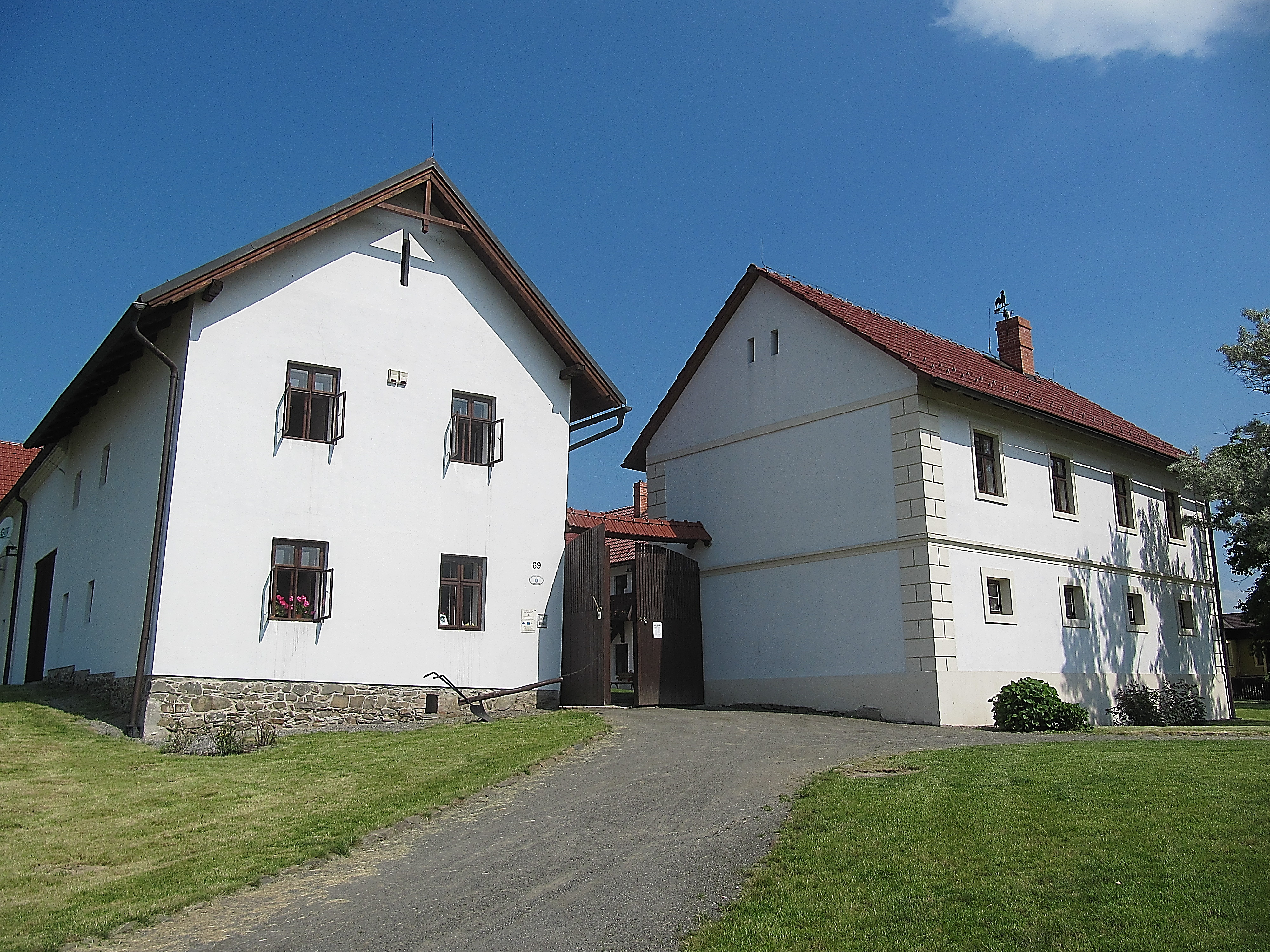
Maison natale de G. Mendel.

## Personnalité
- Gregor Mendel (1822-1884), moine catholique et fondateur de la génétique, est né dans le hameau de Hynčice (Heinzendorf).